# La mistica della femminilità
La mistica della femminilità (The Feminine Mystique) è il saggio uscito nel 1963 della femminista e attivista Betty Friedan; pietra miliare del secondo femminismo, venduto in milioni di copie e tradotto in italiano nel 1964 da Loretta Valtz Mannucci.

## Contenuto
L'autrice cerca di dare una spiegazione al «problema inespresso» che rende infelici, depresse e predisposte all'abuso di alcol e psicofarmaci le donne americane degli anni sessanta. Secondo lei, questo problema è il risultato di un inganno che prende il nome di mistica della femminilità a causa della quale milioni di americane hanno rinunciato ai loro sogni di realizzazione professionale, per dedicarsi esclusivamente alla maternità e alla vita casalinga. I risultati statistici confermano infatti che, alla fine degli anni cinquanta, l'età media del matrimonio era scesa a 20 anni e stava ancora scendendo a 17-18 anni negli anni Sessanta. La frequenza al college si era ridotta al 35% mentre nel 1920 la percentuale era del 47%.
La mistica della femminilità è quindi un deliberato progetto di persuasione e condizionamento che ha portato milioni di americane a segregarsi nei sobborghi residenziali americani.
L'autrice individua i soggetti responsabili della diffusione della mistica della femminilità tra i direttori di giornali, gli educatori, gli psicanalisti, i sociologi funzionalisti. Nella maggior parte delle redazioni di rotocalchi e riviste femminili le decisioni sulla linea editoriale da prendere è presa da direttori e redattori maschi, che hanno infarcito le riviste di argomenti futili, escludendo deliberatamente notizie riguardanti il mondo, la politica, la società, in sintesi tutto ciò che oltrepassi le quattro mura domestiche o il limitato perimetro di un suburbio residenziale americano.
La mistica della femminilità ha tratto, inoltre, la sua forza dal pensiero freudiano e soprattutto dall'uso che ne hanno fatto i suoi volgarizzatori, spesso privi delle basi intellettuali per comprendere il senso che Freud aveva attribuito a certi concetti e soprattutto incapaci di comprendere che certe sue teorie erano state elaborate entro i limiti della cultura e della società del tempo. Per esempio il concetto di invidia del pene, che Freud aveva inventato per spiegare un fenomeno osservato in alcune sue pazienti viennesi di ceto medio, che in epoca vittoriana avevano molte ragioni per invidiare gli uomini, dai volgarizzatori veniva usato per spiegare tutti i difetti delle donne americane.
Ma i più zelanti missionari della mistica della femminilità, secondo Friedan, sono i funzionalisti. Il funzionalismo secondo lei è un'aberrazione della sociologia, perché il suo approccio scientifico parte da questo assunto: «questo è ciò che è, perciò questo è ciò che deve essere». Tale approccio si limita a una descrizione della realtà così com'è, senza lo sforzo di costruire una teoria che cerchi una verità più profonda, per questo motivo le teorie funzionaliste di fatto impediscono qualsiasi mutamento dello status quo e rafforzano il conformismo e i pregiudizi del passato.
Anche Margaret Mead, celebre antropologa statunitense, non viene risparmiata dalla critica. In particolare il suo testo Maschio e femmina (Male and Female, New York, 1953) viene additato come la «chiave di volta della mistica della femminilità». Questo testo che, peraltro, ha il merito di descrivere il grande potenziale inutilizzato delle donne, finisce per concludere tutte le sue riflessioni con la glorificazione della funzione biologica della donna.
Presidi, professori, educatori “sessuo-diretti” hanno, inoltre, predisposto i loro programmi didattici con lo scopo di preparare le donne a essere mogli e madri ideali, distogliendole dall'idea di perseguire qualsiasi carriera. Tale educazione sessuo-diretta diventa, secondo l'autrice, tanto più pericolosa quanto più tende a ridurre l'età delle sue destinatarie scesa negli anni sessanta addirittura a 11-12 anni.
La mistica ha, infine, potuto attecchire anche grazie alla complicità di alcune donne che, pur avendo costruito una carriera personale, hanno pubblicamente sostenuto che il valore più alto e l'unico impegno possibile per la donna è la sua femminilità, intesa alla fine nel ruolo meramente biologico-riproduttivo.
La mistica della femminilità non avrebbe però avuto tanta diffusione se non avesse risposto a bisogni autentici della società americana, in primo luogo all'esigenza di tranquillità familiare dopo l'orrore della seconda guerra mondiale, assecondando anche la richiesta di «privatismo» delle giovani generazioni che non trovano nessun autentico valore nella società contemporanea, in secondo luogo la mistica della femminilità soddisfa il bisogno di un'ideologia, che colma la mancanza di mete e il gran vuoto di ideali.
Il suo successo è anche dovuto che al fatto che la mistica della femminilità finisce per assecondare una debolezza delle adolescenti che, negli anni in cui stanno diventando adulte, nel momento difficile della decisione di chi vogliono diventare, sentono come allettante la possibilità di non dover scegliere per il proprio avvenire, di non dover prendere delle decisioni e impegnarsi per raggiungere i propri scopi. La mistica suggerisce che basta attendere per essere scelte dal futuro marito, liberandole dall'obbligo di affrontare la questione della loro identità, perché possono definirsi come moglie e madre di qualcuno.
L'inganno però dura pochi anni e le donne finiscono per crollare sotto il peso dell'insoddisfazione e della noia: migliaia ricorrono all'aiuto dello psichiatra. Molte hanno una relazione extraconiugale, altre fanno uso di psicofarmaci e abuso d'alcol e praticamente tutte riversavano la loro energia inespressa su marito e figli in una relazione così onnipresente e soffocante da diventare patologica. Le conseguenze negative, pertanto, si riverberano anche sui congiunti, in particolare sui figli con i quali le madri instaurano una relazione simbiotica, nella quale i figli vengono distrutti. L'infantilismo delle madri contagia, così, una intera generazione sempre meno autonoma nel mondo reale.
In conclusione, impedire alle donne di impegnare veramente la loro energia creativa genera una enorme perdita per la società americana.
Capitolo 1: Nel corso del 1950, l'età media al matrimonio è diminuita e il tasso di natalità è aumentato. Allo stesso tempo, mentre la cultura dominante insiste sul fatto che la donna americana trovi realizzazione nel matrimonio e in una vita da casalinga, il fenomeno delle donne tristi persiste.
Capitolo 2: L'autrice afferma che le decisioni editoriali riguardanti le riviste femminili all'epoca venivano prese per lo più da uomini, che insistevano su storie e articoli che mostravano le donne come casalinghe felici o in carriera creando così la "mistica femminile". Ciò va in contrasto con gli anni '30, quando le riviste femminili spesso presentavano eroine sicure e indipendenti, molte delle quali erano coinvolte in carriere.
Capitolo 3: Ricorda la sua decisione di conformarsi alle aspettative della società rinunciando alla sua promettente carriera in psicologia per crescere i figli e mostra che altre giovani donne lottano ancora con lo stesso tipo di decisione. Molte abbandonano presto la scuola per sposarsi, temendo che se avessero aspettato troppo a lungo o fossero diventate troppo istruite, non sarebbero state in grado di attirare un marito. A fine capitolo sostiene che, sebbene i teorici discutano di come gli uomini debbano trovare la loro identità, ci si aspetta che le donne siano autonome, ma l'identità della donna è determinata dalla sua biologia.
Capitolo 4: Il capitolo descrive come le prime femministe americane, abbiano combattuto contro l'assunto che il loro ruolo fosse quello di essere esclusivamente moglie e madre. Osserva esse che hanno assicurato importanti diritti per le donne, tra cui l'istruzione, il diritto di perseguire una carriera e il diritto di voto.
Capitolo 5: In questo capitolo, è esplicita la critica verso Freud. Egli vede le donne come esseri infantili e destinate a diventare casalinghe. Critica il suo concetto di invidia del pene, utilizzato per spiegare un fenomeno osservato in alcune sue pazienti viennesi di ceto medio, che in epoca vittoriana avevano molte ragioni per invidiare gli uomini.
Capitolo 6: In questo capitolo critica il Funzionalismo, che ha tentato di rendere le scienze sociali più credibili studiando le istituzioni della società come se fossero parti di un corpo sociale. Le donne sono state studiate in termini di funzione nella società e confinate ai loro ruoli biologici sessuali come casalinghe e madri. Friedan sottolinea che questo non è provato, ne è un esempio Margaret Mead, eminente funzionalista, che ha avuto una fiorente carriera come antropologa.
Capitolo 7: In questo capitolo si discute il cambiamento nell'educazione delle donne dal 1940 ai primi anni Sessanta. Molte scuole femminili si concentravano su materie non impegnative; le discipline trattate erano relative al matrimonio, la famiglia e altre materie ritenute adatte alle donne, poiché gli educatori, influenzati dal funzionalismo, ritenevano che troppa educazione avrebbe rovinato la femminilità e la capacità di realizzazione sessuale. Friedan afferma che questo cambiamento nell'istruzione ha inciso nello sviluppo di molte ragazze in quanto non hanno mai dovuto affrontare la dolorosa crisi di identità e la successiva maturazione che deriva da molte sfide adulte.
Capitolo 8: In questo capitolo si osservano le incertezze e le paure derivate dalla Seconda guerra Mondiale e dalla Guerra Fredda. Questi due eventi hanno innescato negli americani l'ideale di famiglia perfetta. Ciò favorito dal fatto che molte donne che hanno lavorato durante la guerra hanno dovuto affrontare il licenziamento, la discriminazione o l'ostilità quando quei stessi ruoli sono ritornati ad essere occupati da uomini.
Capitolo 9: In questo capitolo Friedan mostra che gli inserzionisti pubblicitari hanno cercato di incoraggiare le casalinghe a pensare a se stesse come professioniste che hanno bisogno di prodotti specializzati per svolgere il loro lavoro, scoraggiandole dall'avere carriere reali.
Capitolo 10: Il capitolo contiene interviste a diverse casalinghe a tempo pieno, scoprendo che, sebbene non siano soddisfatte dalle loro faccende domestiche, sono tutte estremamente impegnate con esse. Dalle risposte ricevute l'autrice nota come queste donne allunghino inconsciamente i loro doveri domestici per riempire il loro tempo, poiché la mistica femminile ha insegnato che questo è il loro ruolo e se non porteranno a termine i loro compiti diventeranno inutili.
Capitolo 11: Friedan osserva che incapaci di trovare soddisfazione nella casa e nei bambini, molte casalinghe lo cercavano nel sesso. Ma Friedan osserva che la vita sessuale non può soddisfare tutte le aspettative di una persona. Da qui il rischio di una costrizione che porta la moglie a moltiplicare i rapporti extraconiugali e il marito a fuggire di casa il più spesso possibile.
Capitolo 12: Molti bambini mancano di punti di riferimento nella vita materiale o emotiva a causa della vita insoddisfacente che le loro madri conducono. Una donna insoddisfatta può sperare di "recuperare" grazie ai suoi figli, turbandoli profondamente nel loro desiderio di autonomia.
Capitolo 13: Riferendosi alla gerarchia dei bisogni di Abraham Maslow, Friedan osserva che le donne sono intrappolate fin dall'inizio, a livello fisiologico, assegnate a un'identità attraverso il loro solo ruolo sessuale. In realtà, come gli uomini, le donne hanno bisogno di un vero lavoro per completare la loro autorealizzazione, il più alto livello della gerarchia dei bisogni.
Capitolo 14: Nell'ultimo capitolo vengono affrontati diversi casi studio di donne che hanno iniziato ad andare contro la mistica femminile. Sostiene un nuovo piano di vita per le sue lettrici, tra cui il fatto di non vedere le faccende domestiche come una carriera, non cercare di trovare la realizzazione totale attraverso il matrimonio e la maternità e trovare un lavoro significativo che usi la loro piena capacità mentale. Ancora, discute i conflitti che alcune donne possono affrontare in questo viaggio verso l'autorealizzazione, comprese le proprie paure e la resistenza degli altri. Per ogni conflitto, offre esempi di donne che lo hanno superato. Conclude il suo libro promuovendo l'istruzione e il lavoro come metodo ultimo con cui le donne americane possono evitare di rimanere intrappolate nella mistica femminile, chiedendo un drastico ripensamento di ciò che significa essere femminili e offrendo diversi suggerimenti educativi e lavorativi.

## 60 anni dalla pubblicazione
In occasione dei 60 anni dalla pubblicazione del libro numerosi sono stati i commenti, le critiche e le diverse opinioni sull'eredità intellettuale e l'influenza che il libro ha avuto.
Come afferma Anna Porchetti, sul suo blog, le donne, in tutto in mondo hanno saputo distinguersi, c'è chi ha studiato, chi ha avuto un ruolo nella società, chi ha scelto di non avere una famiglia. Secondo la tesi di Friedan le donne moderne dovrebbero essere appagate, in realtà non è così. La popolazione femminile, adesso, è meno felice di quanto fosse degli anni Settanta ed il numero delle donne meno felici è in costante crescita; secondo l'autrice "la felicità arrivi esclusivamente dall’amore." 
Come afferma Mariagloria Fontana in un suo articolo, oggi le donne sono capaci di essere tutto e fare tutto, ma manca la condivisione con le altre donne, quella solidarietà femminile che era presente durante l'era del femminismo. Recentemente, Gail Collins, in un'intervista rilasciata all'Atlantic, afferma che ancora oggi, in particolare sui luoghi di lavoro, le donne sono discriminate e non sanno come reagire, spesso non ne parlano, ciò accade soprattutto nelle nuove generazioni.
Jennifer Guerra, in un articolo afferma come il femminismo non può essere ridotto né a un movimento per i diritti civili né a una corrente filosofica. Il problema del femminismo è che viene ridotto ad ‘argomento’, una sorta di voce che va inclusa nei programmi politici senza che venga intaccato minimamente il modo in cui si fa politica, il linguaggio, le modalità di interazione e di leadership.

## Critiche
Subito dopo la pubblicazione, il saggio fu oggetto di critiche contro il femminismo. Un numero significativo di donne intervenne con rabbia; secondo loro Friedan minaccia la loro stabilità, svaluta il lavoro e manca di rispetto alla loro intelligenza.
La storica Joanne Meyerowitz sostiene che molte delle riviste e degli articoli contemporanei del periodo non collocavano le donne esclusivamente in casa, così come sosteneva il saggio, ma che molte svolgevano un lavoro, a tempo pieno o part-time, o seguivano un percorso di carriera.
Daniel Horowitz, professore di studi americani allo Smith College, sottolinea che sebbene Friedan si presentasse come una tipica casalinga di periferia, è stata coinvolta nella politica radicale e nel giornalismo. Infatti, durante il periodo in cui ha scritto il saggio, ha lavorato come giornalista freelance per riviste femminili e come organizzatrice di comunità.
Inoltre, è stata criticata per essersi concentrata esclusivamente sulla situazione delle donne bianche di classe media e non aver posto importanza alle altre situazioni in cui le donne vanno incontro: situazioni economiche, razza e genere.
Bell Hooks nel suo libro Feminist Theory: From Margin to Center, afferma come Friedan ha ignorato l'esistenza delle donne non bianche, senza figli, singole e delle donne bianche povere. Non dice ai lettori se sia più appagante essere una cameriera, una babysitter, un'operaia, un'impiegata o una prostituta che essere una casalinga. Così facendo, ha distolto l'attenzione dal suo classismo, dal suo razzismo, dai suoi atteggiamenti sessisti nei confronti delle masse di donne americane. Nel contesto del suo libro, chiarisce che le donne che vedeva come vittime del sessismo erano donne bianche istruite.
Un'altra critica riguarda l'omosessualità; questa deriva dall'adesione alla credenza dell'epoca che le "cattive madri" causassero devianza dalla società eteronormativa e cisnormativa.